# Iglesia de San Lorenzo (Santa Ana)
La Iglesia de San Lorenzo es una iglesia parroquial de la Diócesis de Santa Ana ubicada en la ciudad salvadoreña de Santa Ana y que forma parte del Centro histórico de la ciudad.
Su construcción comenzó en 1866, año que acabó la edificación de las naves que conforman el interior de la iglesia. La fachada fue terminada hasta el año 1878 siendo consagrada el 4 de mayo del mismo año. Posteriormente los sismos que azotaron la ciudad deterioraron el templo, el cual tuvo que ser reconstruido y por esto se le dio al santuario la forma de una cruz latina. Fue erigida como parroquia en 1917 cuando era administrada por el presbítero Ruperto Campos. 